# Любинка Нягулова
Любѝнка Ня̀гулова е телевизионна говорителка и радиоговорителка, една от легендите на Българската национална телевизия. Гласът ѝ е алт.
Родена е на 11 ноември 1939 г. в София. Кариерата ѝ на говорителка тръгва от радиото. Завършва Ориенталистика в Софийския университет. Наскоро след това се явява на конкурс за говорител в телевизията. Той се провежда в четири тура, всеки вторник и се състои в четене на статии от вестниците „Литературен фронт“, „Народна култура“ и политически коментар. Нягулова спечелва конкурса и започва работа в телевизията.
Любинка Нягулова е сред емблематичните говорителки на БНТ. Тя е специализиран говорител и чете само новините по БНТ през 70-те и 80-те години на XX век. Редовно чете новините в предаването „По света и у нас“. По времето, когато директор на БНТ е Вяра Анкова, Любинка Нягулова е избрана за председател на Обществения съвет на БНТ.
На 50-годишна възраст тя е уволнена от Асен Агов, който става директор по време на прехода и уволнява почти всички знакови лица в телевизията. Тогава Любинка Нягулова става преподавател по „Телевизионна реч“ в Софийския университет, а после в своя школа за обучение на журналисти на дикция и правоговор. Обучила е много млади журналисти на правоговор. Сред тях са директорът на секция „Новини“ в БНТ Венелин Петков и журналистите в предаването „По света и у нас“ Аделина Радева и Нора Арсова.
Близките и колегите ѝ я наричат Люси. Традиция е на всеки юбилей на БНТ именно тя да открива централната емисия новини.
Умира на 83-годишна възраст на 20 декември 2022 г. в София.